# Fachanwalt (Schweiz)
Der Titel Fachanwalt SAV bezeichnet in der Schweiz einen Rechtsanwaltstitel, der dem Nachweis dienen soll, auf einem bestimmten Rechtsgebiet über besondere Kenntnisse und Erfahrungen zu verfügen. Die Zulassung als Fachanwalt erfordert mindestens fünf Jahre Praxiserfahrung und überdurchschnittliche Kenntnisse des entsprechenden Rechtsgebiets. Liegen diese vor, wird der Titel vom Schweizerischen Anwaltsverband nach einer Prüfung für die Dauer von zehn Jahren verliehen.

## Abschlüsse
Der Schweizerische Anwaltsverband (SAV) zertifiziert folgende Fachanwaltsabschlüsse:
- Fachanwalt für Arbeitsrecht
- Fachanwalt für Bau- und Immobilienrecht
- Fachanwalt für Erbrecht
- Fachanwalt für Familienrecht
- Fachanwalt für Haftpflicht- und Versicherungsrecht
- Fachanwalt für Strafrecht
- Fachanwalt für Mietrecht